# Manguinhos
Manguinhos è un quartiere (bairro) con baraccopoli della Zona Nord della città di Rio de Janeiro, in Brasile. È noto per ospitare il Padiglione Moresco, uno dei pochi edifici in stile neomoresco in Brasile. Il quartiere è noto anche per i suoi alti livelli di violenza, si trova vicino al quartiere di Bonsucesso.
Il suo HDI nel 2000 è stato di 0,726, al 122° tra le 126 regioni analizzate, al momento, nella città di Rio de Janeiro.

## Amministrazione
Manguinhos fu istituito come bairro a sé stante il 23 luglio 1981 come parte della Regione Amministrativa X - Ramos del municipio di Rio de Janeiro.

## Pacificazione
Almeno 2.042 agenti di sicurezza, compresa la polizia e i marines, hanno partecipato all'operazione di Pacificazione di Manguinhos, che segna la fase di occupazione della comunità di Manguinhos. Li ha preparati a ricevere in pochi mesi un'UPP (Unità di Polizia di Pacificazione) - la 29^ UPP dello stato. L'azione è iniziata alle 5.00 di domenica 14 ottobre 2012 e fino alle 6:30 è stata pacifica.
Quasi 900 poliziotti della Polizia Militare, tra cui il Battaglione per le operazioni speciali di polizia, il Batalhão de Choque, d'Azione con i cani, e il Raggruppamento Aero-Marittimo, supportato da effettivi e blindati dei marines, hanno occupato la comunità nelle prime ore del mattino. Circa un centinaio di agenti e un elicottero della Polizia Stradale Federale hanno partecipato all'operazione di Pacificazione di Manguinhos, con operazioni integrate con la Polizia Militare. Hanno sostenuto l'operazione anche gli Agenti della Polizia Federale, concentrandosi su azioni di intelligence. Il 16 gennaio 2013 la comunità ha iniziato ad essere occupata dal 29° UPP.